# Gephyromantis enki
Espèce
Synonymes
- Mantidactylus enki Glaw & Vences, 2002

Statut de conservation UICN

 VU B1ab(iii) : Vulnérable
Gephyromantis enki est une espèce d'amphibiens de la famille des Mantellidae.

## Répartition
Cette espèce est endémique de Madagascar. Elle se rencontre entre 650 et 1 400 m d'altitude dans la région de Ranomafana.

## Étymologie
Son nom d'espèce, enki, lui a été donné en référence au dieu de la mythologie sumérienne, Enki, nom signifiant « Seigneur de la terre ».

## Publication originale
- Glaw & Vences, 2002 : A new cryptic frog species of the Mantidactylus boulengeri group with a divergent vocal sac structure. Amphibia-Reptilia, vol. 23, 293-304 (texte intégral).